# Perinatale Matrizen
Mit dem Begriff perinatale Matrizen (von peri, griechisch für „um herum“, und natal von lateinisch natalis für „zur Geburt gehörig“) bzw. Perinatale Grundmatrizen bezeichnete Stanislav Grof, einer der Begründer der transpersonalen Psychologie, vier grundlegende Erfahrungsmuster, die seiner Ansicht nach während der biologischen Geburt durchlaufen werden und mit entsprechenden psychologischen Erfahrungsmustern korrespondieren. Diese Matrizen ließen sich als verinnerlichte Steuerungssysteme auffassen, die das Erleben eines Individuums bestimmen, sofern sie durch ein aktuelles Geschehen aktiviert werden, beispielsweise im LSD-Rausch. Dann könnten affektiv aufgeladene, halluzinatorische Szenen voller symbolischer Verdichtungen entstehen – ganz ähnlich wie im Traumzustand. Diese Matrizen werden entsprechend den verschiedenen körperlichen Situationen des Fötus während des Geburtsvorganges bezeichnet. Hanscarl Leuner, ebenfalls ein Pionier der LSD-Forschung, hat mit den sogenannten „transphänomenalen dynamischen Steuerungssystemen“ (tdyst) Erlebnismuster beschrieben, die mit Grofs perinatalen Matrizen vergleichbar sind.

## Die vier perinatalen Matrizen
Grof definiert die folgenden vier perinatalen Matrizen:

### Perinatale Grundmatrix I
- Ureinheit mit der Mutter

Vorherrschend ist das Gefühl, sich in einem Mutterleib zu befinden. Die Gefühle werden positiv erlebt, darunter ozeanische Gefühle, Gefühle der Einheit mit Gott oder der Natur. Es geht dabei um die Erfahrung der ursprünglichen symbiotischen Einheit des Fötus mit dem mütterlichen Organismus in der intrauterinen Existenz. Grof schreibt aber auch, dass mitunter schlechte Gefühlssituationen vorherrschen können und dann diese Matrix bestimmen. Ursachen können Stress der Mutter, Alkoholkonsum oder somatische Gründe sein.

### Perinatale Grundmatrix II
- Antagonismus mit der Mutter

Bestimmend ist hierbei das schmerzhafte Erleben der einsetzenden Wehentätigkeit, geprägt von Uteruskontraktionen und der Öffnung des Gebärmuttermundes. Höllenvorstellungen entstehen, Gefühle von endlos langem Leiden, von Eingeschlossensein und Sinnlosigkeit. Als bedrohlich wird ein Quetschen des Kopfes erlebt oder das Gefühl von Monstern bedroht und verletzt zu werden. Insbesondere die PM II weist Zusammenhang mit Höllenphantasien auf, bei denen nicht endende Körperqualen, extreme Schmerzen, die Vorstellung von heißen, engen Räumen und die Aussichtslosigkeit dieser Lage charakteristisch sind.

### Perinatale Grundmatrix III
- Synergie mit der Mutter

Diese Matrix entsteht in der zweiten klinischen Phase der biologischen Geburt; der Gebärmuttermund ist erweitert und ermöglicht dadurch eine allmähliche Fortbewegung des Fötus durch den Geburtskanal. Zentral ist das Bewegen durch den Geburtskanal, verknüpft mit Gefühlen des titanischen Kampfes und des massiven mechanischen Drucks. Katastrophen, Kriegsstimmung, Zerstörung insbesondere durch Wassereinwirkung. Phantasien von Ritualmorden, sadomasochistischen Orgien und Opferungen beherrschen die Szenarien. Oft entstehen übermäßige sexuelle Erregung bei der Aktivierung der PM III, auch skatologische Elemente und das Gefühl, von Feuer verletzt zu werden.

### Perinatale Grundmatrix IV
- Trennung von der Mutter

Diese Matrix entsteht durch das Geboren-Sein und den Austritt aus dem mütterlichen Körper. Dies korrespondiert mit der dritten klinischen Geburtsphase, d. h. der Entbindungsphase. Der quälende Geburtskampf ist zu Ende. Diese Trennung von der Mutter kann als Erlösung erlebt werden, aber auch als totale Vernichtung, als Ich-Tod. Am Ende des Geburtsvorganges kann das „Heraustreten in das Licht des Lebens“ empfunden werden.

## Korrespondierende psychopathologische Syndrome
Nach Grof können bei unzureichender Integration der jeweiligen Erfahrungsmuster bestimmte Störungen auftreten. Er ordnet sie den Perinatalen Grundmatrizen zu:
PM I: Schizophrene Psychosen (paranoide Symptomatik), Gefühl mystischer Vereinigung; Hypochondrie; hysterische Halluzinose
PM II: Schizophrene Psychose (Empfindung von Höllentorturen), schwere gehemmte endogene Depression, irrationale Minderwertigkeits- und Schuldgefühle, Hypochondrie
PM III: Schizophrene Psychose (sadomasochistische Elemente), agitierte Depression, Sadomasochismus, Zwangsneurose, Neurasthenie, Organneurosen
PM IV: Schizophrene Psychosen (Tod- und Wiedergeburtserlebnisse, wahnhaftes Sendungsbewusstsein)